# 허숙
허숙(1955년 9월 1일 ~ )은 대한민국의 드라마작가이다.

## 드라마
- 1990년 ~ 1991년 KBS2 《TV 손자병법》극본
- 1991년 KBS2  《아스팔트 내 고향》극본
- 1991년  ~ 1992년 KBS 《맥랑시대》극본
- 1992년 SBS 《겨울새》극본
- 1992년 KBS2 《사랑마을 사람들》극본
- 1993년 KBS2 《사랑은 못말려》극본
- 1995년 ~ 1996년 SBS 《사랑의 찬가》극본
- 1996년 SBS 《만남》극본
- 1997년 SBS 《이웃집 여자》극본
- 1998년 SBS 《엄마의 딸》극본
- 1999년 SBS 《약속》극본
- 2001년 SBS 《그래도 사랑해》극본
- 2004년 SBS 《청혼》극본
- 2005년 SBS 《꽃보다 여자》극본
- 2007년 SBS 《사랑하기 좋은 날》극본